# Gergely Ivanics
Gergely Ivanics (Pécs, 8 d'abril de 1978) va ser un ciclista hongarès. Professional del 2007 al 2009.

## Palmarès
- 2008
  - 1r al Gran Premi P-Nívó
- 2009
  - 1r al Gran Premi Betonexpressz 2000
- 2010
  - 1r al Gran Premi ciclista de Gemenc i vencedor de 3 etapes